# 齐鲁工业大学
齐鲁工业大学，简称齐鲁工大，加挂山东省科学院牌子，主体坐落于山东省济南市，是一所以工科为主的综合性大学，是山东省名校工程首批立项建设单位中的应用型特色名校立项建设单位，入选山东省高水平大学建设项目“冲一流”高校，拥有省部共建国家重点实验室、教育部重点实验室和多个山东省重点实验室。目前学校拥有长清、菏泽、历城、历下、彩石、千佛山六个校区。主校区在济南长清大学科技园。学校化学、工程、材料科学、农业科学、环境学与生态学5个学科进入ESI世界学术机构排名前1%。2021年11月18日，王军成研究员增选为中国工程院院士；同月，大数据研究院院长、数学人工智能学部副主任禹继国教授入选IEEE Fellow，齐鲁工业大学（山东省科学院）也因此成为2021年度中国大陆唯一一个获得此成就的双非本科院校。

## 历史沿革与发展变迁
- 1948年，解放军胶东军区军工部建立胶东工业学校
- 1978年，山东省轻工业学校改建为山东轻工业学院
- 1982年，学院成为国家首批学士学位授权单位
- 1998年，学院被国务院学位委员会批准成为硕士学位授权单位
- 2003年，山东银行学校并入山东轻工业学院（现历城校区）
- 2005年，学院获准为工程硕士培养单位
- 2006年，学院成为同等学力人员在职申请硕士学位授权单位
- 2009年，学院获准为艺术硕士培养单位
- 2012年，学院成为山东省名校工程首批立项建设单位[7][8]
- 2013年，山东轻工业学院更名为齐鲁工业大学[9][10][11]
- 2017年，齐鲁工业大学与山东省科学院合并，更名为齐鲁工业大学（山东省科学院）[12]

### 学院及专业设置
| 学院                               | 本科专业设置 |
| ---------------------------------- | --- |
| 机械与汽车工程学院                 | 机械设计制造及其自动化，材料成型及控制工程，过程装备与控制工程， 汽车服务工程，机器人工程，工业设计                             |
| 电子信息工程学院（大学物理教学部） | 通信工程，电子信息工程，电子信息科学与技术，微电子科学与工程                                                                    |
| 电气工程与自动化学院               | 电气工程及其自动化，自动化，测控技术与仪器                                                                                      |
| 环境科学与工程学院                 | 环境科学，环境工程 |
| 轻工科学与工程学院                 | 印刷工程，包装工程，轻化工程（皮革与化学工程），新媒体技术                                                                      |
| 材料科学与工程学院                 | 无机非金属材料工程，材料化学，宝石及材料工艺学，复合材料与工程， 高分子材料与工程                                               |
| 计算机科学与技术学院               | 计算机科学与技术，软件工程，数据科学与大数据技术，物联网工程                                                                    |
| 生物工程学院                       | 生物工程，生物技术，酿酒工程 |
| 食品科学与工程学院                 | 食品科学与工程，食品质量与安全                                                                                                  |
| 化学与制药工程学院                 | 应用化学（学术），应用化学（应用），药物制剂（学术），制药工程（学术）， 制药工程（应用），化学（学术），化学工程与工艺（学术） |
| 网络空间安全学院                   | 网络空间安全 |
| 能源动力与工程学院                 | 能源动力与工程 |
| 光电工程国际化示范学院             | 光电信息科学与工程（国际化） |
| 外国语学院（公共外语教学部）       | 英语，日语，翻译 |
| 数学与统计学院                     | 信息与计算科学，应用统计学，智能科学与技术                                                                                      |
| 艺术设计学院                       | 环境设计，摄影，视觉传达（装潢），视觉传达（装饰），视觉传达 （数字媒体艺术），产品设计，服装与服饰设计，广告学                 |
| 政法学院                           | 法学，汉语国际教育，行政管理 |
| 管理学院                           | 市场营销，人力资源管理，会计学，财务管理，国际商务，信息与管理系统                                                              |
| 金融学院                           | 金融学，国际经济与贸易，信息管理与信息系统，保险学，金融科技                                                                    |
| 药学院                             | 药学 |
| 生物基材料与绿色造纸国家重点实验室 | 轻化工程（制浆造纸方向），林产化工                                                                                              |
| 基辅学院                           | 生物技术，轻化工程（皮革化学与工程方向），视觉传达设计                                                                          |
| 继续教育学院                       | |

### 重点学科建设
- 1 制浆造纸工程　　　(省教育厅)
- 2 发酵工程　　　　　(省教育厅)
- 3 皮革化学与工程　　(省教育厅)
- 4 材料物理与化学　　(省教育厅)
- 5 高分子化学与物理　(省教育厅)
- 6 机械电子工程　　　(省教育厅)
- 7 食品科学　　　　　(省教育厅)
- 8 设计艺术学　　　　(省文化厅)
- 9 文化传播学　　　　(省文化厅)

### 重点实验室
- 1  生物基材料与绿色造纸省部共建国家重点实验室           (省部共建)
- 2  制浆造纸科学与技术教育部重点实验室　　　　　　　　(教育部)
- 3  山东省玻璃与功能陶瓷加工与测试技术重点实验室　　　(省科技厅)
- 4  山东省轻工助剂重点实验室　　　　　　　　　　　　　(省科技厅)
- 5  山东省制浆造纸科学与技术重点实验室　　　　　　　　(省科技厅)
- 6  山东省微生物工程重点实验室　　　　　　　　　　　　(省科技厅)
- 7  玻璃与陶瓷材料重点实验室　　　　　　　　　　　　　(省教育厅)
- 8  非晶/多晶材料重点实验室　　　　　　　　　　　　　 (省教育厅)
- 9  轻工装备先进制造与测控技术实验室　　　　　　　　　(省教育厅)
- 10 轻工精细化学品重点实验室　　　　　　　　　　　　　(省教育厅)
- 11 清洁生产与工业废弃物资源化重点实验室　　　　　　　(省教育厅)
- 12 山东省制浆造纸工程实验室　　　　　　　　　　　　　(省发改委)
- 13 山东省流程制造企业信息关键技术工程实验室　　　　　(省发改委)
- 14 区域创新与可持续发展研究基地　　　　　　　　　　　(省教育厅)

## 学校地址
- 中国山东省济南市长清区大学路3501号(长清校区)
- 中国山东省济南市历下区解放东路58号(千佛山校区)
- 中国山东省济南市历城区桑园路58号（山东省互联网经济研究院）(历城校区)
- 中国山东省菏泽市牡丹区北外环路(菏泽校区)
- 中国山东省济南市历城区经十东路28789号(彩石校区)
- 中国山东省青岛市胶州市汇英街(青岛校区)
- 中国山东省济南市历下区解放东路58号(南校区)

（该校区已被出租给其他辅导机构）